# Can Santeugini

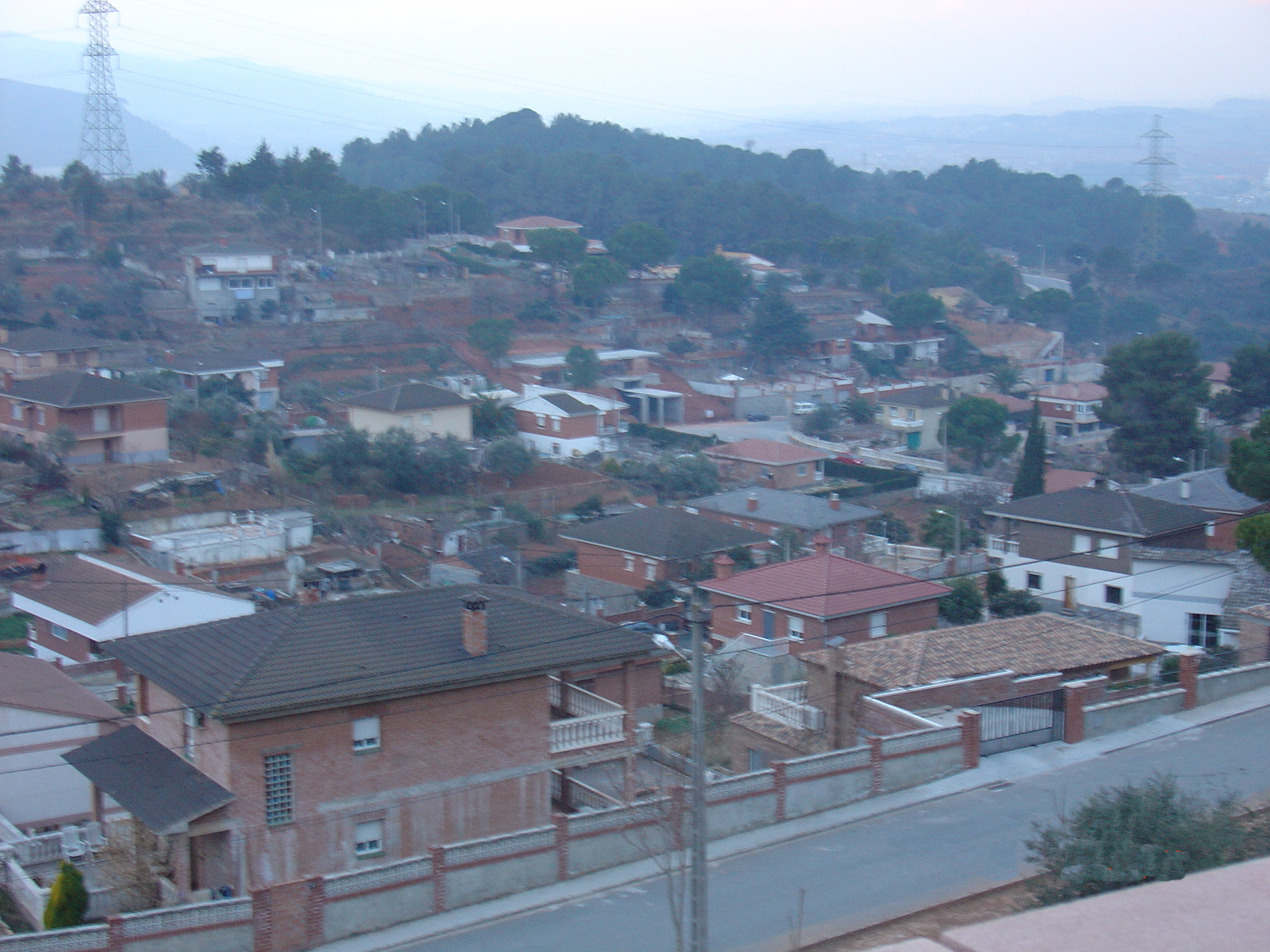
Vista general de Can Santeugeni

Can Santeugini es una urbanización que pertenece al término municipal de Castellbisbal, en la comarca del Vallés Occidental. Tiene una población aproximada de 1553 habitantes (2023).
Está situada a unos  3 km aproximadamente de Martorell (siguiendo la carretera C-243c de Martorell a Terrassa), a unos 9 km de Castellbisbal (siguiendo la carretera C-243c y B-151) y a unos 12 km de Terrassa (siguiendo la C-243c).

## Entorno geográfico
Ubicada en la comarca del Vallés Occidental, al margen izquierdo del río Llobregat en la frontera con el Bajo Llobregat. 
La urbanización se encuentra rodeada de una masa boscosa originalmente muy espesa que cubre las elevadas formaciones montañosas entre Martorell y el valle del Llobregat con Terrassa. A pesar de ello la intensa presión urbanística (en 8 años, del 98 al 2006, Castellbisbal ha pasado de 6.700 a más de 12.600 habitantes, IDESCAT 2021), los incendios forestales (4 de julio de 1994 y 6 de julio de 2005) y el crecimiento de las infraestructuras (Autovía a-2, la línea de Alta Velocidad (AVE) degradan el territorio y la proximidad a Barcelona ha alterado para siempre la estructura de esta urbanización, pensada como retiro de vacaciones y convertida actualmente en suburbio de la gran metrópoli que se extiende siguiendo el valle bajo del Llobregat. la distancia hasta Barcelona es de aproximadamente 27 km, por la Av Diagonal.

## Infraestructras
- La carretera C-243c divide el núcleo de Can Santeugini en dos mitades. Se trata de una carretera con curvas ligeras, especialmente en el tramo hasta inicio de  Terrassa, punto el cual se empiezan a complicar. En poco menos de 4 km desde el núcleo se accede a la autovía A-2, que permite llegar a Barcelona en aproximadamente 35 min.
- La misma carretera C-243c lleva hasta Tarrasa (12 km) o Castellbisbal (9 km) compaginándola con B-151.
- Estación de Ferrocarriles de la Generalidad de Cataluña (FGC) de Martorell Vila | Castellbisbal (Zona 1)